# Thadeuïta
La thadeuïta és un mineral de la classe dels fosfats. Rep el seu nom del professor Décio Thadeu (1919-1995), professor de geologia del Instituto Superior Técnico de Lisboa (Portugal).

## Característiques
La thadeuïta és un fosfat de fórmula química Ca(Mg,Fe2+)₃(PO₄)₂(OH,F)₂. Va ser aprovada com a espècie vàlida per l'Associació Mineralògica Internacional l'any 1978. Cristal·litza en el sistema ortoròmbic. Es troba de manera escindible massiva, d'aproximadament 1 cm, i també granular. La seva duresa a l'escala de Mohs es troba entre 3,5 i 4. És un mineral extremadament rar; la major part de les mostres són de fet trifilita o altres fosfats visualment similars.
Segons la classificació de Nickel-Strunz, la thadeuïta pertany a «08.BH: Fosfats, etc. amb anions addicionals, sense H₂O, amb cations de mida mitjana i gran, (OH, etc.):RO₄ = 1:1» juntament amb els següents minerals: durangita, isokita, lacroixita, maxwellita, panasqueiraïta, tilasita, drugmanita, bjarebyita, cirrolita, kulanita, penikisita, perloffita, johntomaïta, bertossaïta, palermoïta, carminita, sewardita, adelita, arsendescloizita, austinita, cobaltaustinita, conicalcita, duftita, gabrielsonita, nickelaustinita, tangeïta, gottlobita, hermannroseïta, čechita, descloizita, mottramita, pirobelonita, bayldonita, vesignieïta, paganoïta, jagowerita, carlgieseckeïta-(Nd), attakolita i leningradita.

## Formació i jaciments
Va ser descoberta a Panasqueira, a Covilhã (Districte de Castelo Branco, Portugal). També ha estat descrita a la mina Barroca Grande, a São Francisco de Assis (Portugal). Sol trobar-se associada a altres minerals com: fluorapatita, wolfeïta, topazi, moscovita, esfalerita, quars, calcopirita, pirrotina, siderita, arsenopirita, clorita, vivianita, althausita i panasqueiraïta.